# Foltos pirók
A foltos pirók (Carpodacus rodopeplus) a madarak osztályának verébalakúak (Passeriformes) rendjébe és a pintyfélék (Fringillidae) családjába tartozó faj.

## Rendszerezése
A fajt Nicholas Aylward Vigors ír zoológus írta le 1831-ben, a Fringilla nembe Fringilla rodopepla néven.

## Előfordulása
A Himalájában, Kína, India és Nepál területén honos. Természetes élőhelyei a szubtrópusi vagy trópusi magaslati füves puszták és cserjések. Magassági vonuló.

## Megjelenése
Testhossza 17 centiméter. A nemek tollazata különbözik.
|  |  |

## Természetvédelmi helyzete
Az elterjedési területe rendkívül nagy, egyedszáma pedig stabil. A Természetvédelmi Világszövetség Vörös listáján nem fenyegetett fajként szerepel.